# Victor Schily
Victor Schily, oder Viktor Schily (geboren am 7. September 1811 in Prüm; gestorben am 15. November 1875 in Paris), Deckname Fischer, war ein deutscher Rechtsanwalt und Revolutionär 1848/49.

## Leben
Victor Schily war Sohn des Schreibers am Friedensgericht Carl Caspar Schily (geb. 1770) und der Margarethe Schily, geb. Müller. Sein älterer Bruder war Johann Leonhard Wenzelaus Schily (1808–1869), später Notar in Trier. Victor Schily besuchte die Schule in Prüm und wechselte dann an das Gymnasium Athenäum in Luxemburg. Er studierte Rechtswissenschaften an der Rheinischen Friedrich-Wilhelms-Universität in Bonn von 1831 bis 1834. Neben seinen juristischen Vorlesungen besuchte Schily auch Vorlesungen von Schlegel. Er diente als Einjährig-Freiwilliger und war Sekondeleutnant der Landwehr. 1836 bis 1838 war er Auskulator und 1839 bis 1843 Referendar am Landgericht in Trier. Seit 1843 war er dort als Advokat niedergelassen.
Am 16. April 1848 unterzeichnete er gemeinsam mit Ludwig Simon, Karl Leopold Wencelius, Karl Ludwig Otto, Peter Junk, Ludwig Josef Bleser und anderen das „Volksprogramm“, in dem die Republik gefordert wurde. Er wurde zum stellvertretenden Mitglied der Preußischen Nationalversammlung gewählt, wo er der Linken angehörte. Auf dem ersten Rheinischen Demokratenkongreß (13./14. August 1848) wurde Schily, der als Vertreter des Demokratischen Vereins Trier anwesend war, zum Präsidenten gewählt. Er war Teilnehmer der Volksversammlung auf der Frankfurter Pfingstweide im September 1848. Mit der Einsetzung des Ministeriums Brandenburg am 9. November 1848 sollten die demokratischen Kräfte endgültig zurückgedrängt werden. Schily rief im Namen der Trierer Wahlmänner dazu auf: „Für die gefährdete Volksfreiheit auf den Kampfplatz zu treten, die Nationalversammlung mit Gut und Blut zu schützen“.
Schily erlangte Bekanntheit durch den so genannten Prümer Zeughaussturm. Am 18. Mai 1849 stürmten etwa 100 Revolutionäre aus verschiedenen Orten, angeführt von dem Advokaten Schily und Peter Imandt, die im Zeughaus Prüm befindliche preußische Waffenkammer.
1849 kämpfte Schily auf pfälzischer Seite im pfälzisch-badischen Aufstand unter August Willich. Ende Mai wurde durch die Badische Revolutionsregierung eine gemeinsame Gesandtschaft Badens und Rheinbayerns in Paris verabredet. Schily soll, nach dem Zeugnis von Karl Blind, mit ihm (Blind) einer der Gesandten gewesen sein. In Obermoschel organisierte er im Juni das „erste Bataillon der Pfälzer Volkswehr“.
Nach der Niederlage floh er in die Schweiz. In Genf lernte er Sigismund Ludwig Borkheim kennen. Zwischen dem 18. und 28. September hielt sich Friedrich Engels in Genf auf, wo er mit Borkheim, Schily und mit Wilhelm Liebknecht zusammentraf. In Trier wurden er und Simon 1850 wegen Desertion zu 1.000 Talern Geldstrafe verurteilt, außerdem wurde er 1850 in Zweibrücken in Abwesenheit zum Tode verurteilt. Im Februar 1851 wurde in Genf eine Gemeinde des Sonderbundes des Bundes der Kommunisten (Fraktion Willich/Schapper) gebildet, der u. a. Johann Philipp Becker, Moses Hess, Schily und Imandt angehörten. Im Sommer 1852 wurde er aus der Schweiz ausgewiesen. Er wandte sich nach London, dann fand er in Paris als Rechtsberater und Übersetzer sein Auskommen ab 1854. Am 20. Februar 1856 wurde Heinrich Heine auf dem Friedhof Montmartre beerdigt. Schily nahm am Begräbnis teil. Hess und Schily waren im November 1859 Mitorganisatoren des Schillerfestes in Paris. Hauptredner war Ludwig Kalisch.
1860 unterstützte er Karl Marx für dessen Buch Herr Vogt. Mit der Familie Marx pflegte er einen intensiven Briefverkehr.
Schily trat der Pariser Sektion der Internationalen Arbeiterassoziation (IAA) bei. In der Sitzung des Generalsrats der IAA vom 14. Februar 1865 schlug Marx unterstützt von Friedrich Leßner vor, dass Schily und Victor Le Lubez gemeinsam die Streitigkeiten dieser Sektion lösen sollten. Schily war französischer Delegierter auf der Londoner Konferenz der IAA, die vom 25. bis 29. September 1865 in London tagte.
1868 gehörte Victor Schily zu den Empfängern der Erstausgabe des Kapitals. Seit 1869 war er ständiger Mitarbeiter der sozialdemokratischen Zeitung Der Volksstaat.
Johann Philipp Becker beschrieb gegenüber Friedrich Adolph Sorge Schily 1870: „Was dagegen unseren zweimal zum Tode verurteilten, fast über alles Maß bescheidenen Freund Schily betrifft, so kenne ich ihn so genau wie meinen Bruder und schätze ich niemand auf der Welt höher als ihn. Alles was gegen Schily geschieht, nehme ich auf der Welt höher als ihn. Er ist übrigens einer der intimsten Freunde von Marx, Engels usw.“ Während der Pariser Kommune besuchte Schily Leó Frankel im April 1871 und teilte Marx mit, „daß die Kommune nicht mehr lange vorhält.“ Im April 1871 besuchte Reinhold Rüegg den kranken Schily in Paris. „Hunger und Kälte hätte ihn ungleich minder betrübt, als der giftige Chauvinismus, der plötzlich bei jenen Franzosen aufzügelte, deren zweites Wort sonst die Solidarität der Völker gewesen. Diesen jähen Umschwung, diese häßliche Verleugnung der Prinzipien konnte er den Parisern nicht verzeihen […].“
Am 27. September 1875 schrieb Marx: „Kaub und Dr. C. Hirsch, die auf einige Tage von Paris herübergekommen sind, erzählen mir, daß es unserem alten Freund Schily (er wohnt noch 4, rue St.-Quentin) schlecht geht; erst hatte er jahrelangen Ärger mit seiner besseren Ehehälfte, Gesundheit erschüttert, Mehrzahl der deutschen Klienten verloren, weil sie Paris seit der Katastrophe verlassen mußten, grämlich, franzosenfeindliuch, etwas konservativ geworden. Er könnte wohl in Straßburg sich gut stellen, aber er ist mit Recht zu stolz, Bittgesuch an die Preußen zu machen.“ Am 15. November 1875 verstarb Viktor Schily in Paris. An seiner Beerdigung nahmen Simon Deutsch und Carl Hirsch teil. Hirsch schrieb auch einen Nachruf auf Schily.
Er war der Großonkel von Viktor Albert Franz Schily und Urgroßonkel von Otto Schily.

## Werke

### Zeitungskorrespondenzen
- Das Engros-Lügengeschäft … Genf, 21. März. In: Schweizerische National-Zeitung. Basel Nr. 72 vom 25. März 1852.

### Briefe
- An Gottfried Kinkel. 30. August 1852.[42]
- An Karl Marx 19. Juni 1855.[43]
- An Jenny Marx und Karl Marx. 24. März 1856.[44]
- An Jenny Marx und Karl Marx. 28. Dezember 1856.[45]
- An Karl Marx. 2. Februar 1860.[46]
- An Karl Marx. 9. Februar 1860.[47]
- An Karl Marx. 6. März 1860.[48]
- An Karl Marx und Friedrich Engels. 22. März 1860.[49]
- An Karl Marx. Zwischen 22. und 26. März 1860.[50]
- An Karl Marx. Zwischen 22. und 26. März 1860.[51]
- An Karl Marx. Nach dem 26. März 1860.[52]
- An Karl Marx. 2. April 1860.[53]
- An Jenny Marx. 2. April 1860.[54]
- An Karl Marx. 21. April 1860.[55]
- An Carl Siebel und Karl Marx. 29. April 1860.[56]
- An Karl Marx. 3. Mai 1860.[57]
- An Karl Marx. 1. Juni 1860.[58]
- An Karl Marx. 6. Juni 1860.[59]
- An Karl Marx. 19. Juni 1860.[60]
- An Karl Marx. 24. Juni 1860.[61]
- An Karl Marx. 13. Juli 1860.[62]
- An Karl Marx. Wahrscheinlich Anfang August 1860.[63]
- An Karl Marx. 3. Juli 1861.[64]
- An Karl Marx. 26. Juli 1861.[65]
- An Karl Marx. 5. November 1861.[66]
- An Karl Marx. 9. bis 15. April 1862.[67]
- An Johann Philipp Becker. 4. März 1862. (Auszug)[68]
- An Karl Marx. 2. Mai 1862.[69]
- An Karl Marx. 18. Mai 1862.[70]
- An Karl Marx. 21. Mai 1862.[71]
- An Jenny Caroline Marx. Oktober 1862.[72]
- An Jenny Marx. 6. Januar 1863.[73]
- An Karl Marx. 29. August 1864.[74]
- An Karl Marx. 3. Januar 1865.[75]
- An Karl Marx. 19. bis 20. Januar 1865.[76]
- An Karl Marx. 5. Februar 1865.[77]
- An Karl Marx. 25. bis 28. Februar 1865.[78]
- An Karl Marx. 27. Februar 1865.[79]
- An Karl Marx. 20. März 1865.[80]
- An Karl Marx. 10. April 1865.[81]
- An Karl Marx. 16. April 1865.[82]
- An Karl Marx. 24. April 1865.[83]
- An Karl Marx. 27. April 1865.[84]
- An Karl Marx. 18. bis 25. Mai 1865.[85]
- An Karl Marx. 10. September 1865.[86]
- An Karl Marx. 11. September 1865.[87]
- An Jenny Marx. 11. September 1865.[88]
- An Jenny Marx. 18. September 1867.[89]
- An Karl Marx. 25. September 1867.
- An Karl Marx. 24. Januar 1868.
- An Jenny Marx. 24. Januar 1868.[90]
- An Karl Marx. 7. Februar 1868.
- An Karl Marx. 26. April 1868.
- An Karl Marx. 24. Juni 1870.
- An Karl Marx. 29. April 1871.[91]
- Im Nachlass von Johann Philipp Becker D II 951–963 und 965–966 und 968–969 und 973–974 und 978–993d. (Internationales Institut für Sozialgeschichte, Amsterdam): 34 Briefe, fünf Fragmente, eine Visitenkarte. Digitalisat